# Trolle 2
Trolle 2 (ang. Trolls World Tour) – amerykański film animowany komputerowo z gatunku jukebox musical, wydany w 2020 r. Wyreżyserował go współreżyser części pierwszej – Walt Dohrn, a scenarzystami byli Jonathan Aibel, Glenn Berger, Elizabeth Tippet, Maya Forbes i Wallace Wolodarsky. Muzykę skomponował Theodore Shapiro. Bohaterów stworzono na podstawie postaci Troll dolls autorstwa Thomasa Tama.
Film jest kontynuacją animowanego musicalu Trolle z 2016 r., nominowanego do Oscara, Złotego Globu i zdobywcy Nagrody Emmy za piosenkę „Can’t Stop the Feeling!” w reżyserii Mike’a Mitchella.
Jest to 38. film animowany z kanonu DreamWorks Animation, dystrybucją zajął się Universal Pictures. W dniu premiery z powodu rozprzestrzeniania się koronawirusa trafił jedynie do wybranych amerykańskich kin. Tego samego dnia udostępniono go więc w wypożyczalniach internetowych. Tam pobił kilka rekordów, w tym został najchętniej streamingowanym filmem Universalu. Dystrybutor ogłosił, że po takim sukcesie będzie powtarzał premiery kinowo–internetowe. W odpowiedzi kilka sieci kin, w tym AMC Theatres, ogłosiło, że nie będzie już rozprowadzać filmów studia.

## Obsada[1]
wersja polska: Start International Polska
reżyseria: Bartosz Wierzbięta
dźwięk i montaż: Renata Gontarz
kierownictwo produkcji: Dorota Nyczek
| postać                            | oryginalna ścieżka         | polska ścieżka    |
| --------------------------------- | -------------------------- | ----------------- |
| Poppy                             | Anna Kendrick              | Magdalena Wasylik |
| Branch / Mruk                     | Justin Timberlake          | Piotr Bajtlik     |
| Biggie / Duży                     | James Corden               | Sebastian Perdek  |
| Satin, Chenille / Satyna, Szenila | Aino Jawo / Caroline Hjelt | Karolina Kalina   |
| Cooper / Kufer                    | Ron Funches                | Jakub Szydłowski  |
| Guy Diamond / Gwidon Diament      | Kunal Nayyar               | Artur Pontek      |

W pozostałych rolach:
Antoni Zduń
Marta Król
Lila Wassermann
Bruno Skalski
Leszek Zduń
Leon Pontek
Daniel Gabor
Joanna Borer
Magdalena Krylik
Martyna Sommer
Tomasz Kammel
wykonanie piosenek: Magdalena Wasylik, Piotr Bajlik, Jakub Szydłowski, Roksana Węgiel, Kamil Pruban, Adam Krylik

## Odbiór
Pierwotnie Universal Pictures planował premierę kinową w USA na 10 kwietnia 2020 r. Datę przesunięto na 14 lutego, a następnie – 17 kwietnia 2020 r. Starano się wybrać taki dzień, by zyski w okresie otwarcia były jak największe, toteż druga zmiana była podyktowana zepchnięciem premiery Szybkich i Wściekłych 9 właśnie na 10.05. Po jej kolejnym opóźnieniu powrócono do pierwotnej daty. W związku z ustępowaniem wirusa, 1 maja 2020 r. film trafił do trzech kin sieci Santikos Theaters w San Antonio. Premiera w Wielkiej Brytanii miał odbyć się 20 marca ale z powodu rozprzestrzeniania się koronawirusa przeniesiono ją na 6 kwietnia. Miała miejsce tylko w wybranych kinach. Dotąd film pojawił się na tych samych zasadach w Rosji, Singapurze i Malezji. Z kolei wyłącznie w kinach stacjonarnych miał premierę w Hongkongu 8 maja 2020 r.

### Marketing
20 czerwca 2019 r. DreamWorks udostępnił 22 plakaty z postaciami filmu oraz fotosy do materiałów promocyjnych. 21 czerwca ukazał się pierwszy trailer produkcji. Drugi pokazano 15 listopada 2019, a trzeci – 6 marca 2020 r. Ten zawiera zmienioną datę premiery.

### Kontrowersje
W odpowiedzi na nieskonsultowaną z właścicielami kin publikację filmu przez Universal w Internecie oraz wypowiedzi CEO NBCUniversal – Jeffa Shella, sugerujące podobne działania spółki w przyszłości, ACM Theaters oświadczyło, że nie wyświetli już w swoich puntach filmów Universalu. Regal Cinemas poszło o krok dalej podając, że nie będzie współpracować z żadną wytwórnią lekceważącą kina stacjonarne Działanie zostało odebrane jako atak na tradycyjnych dystrybutorów.
Dodatkowo gazeta The Hollywood Reporter obwieściła, że obsada filmu – w tym Anna Kendrick (Poppy) i Justin Timberlake (Mruk) – nie została poinformowana o podwójnej premierze a ich przedstawiciele starają się zapewnić aktorom premie, które otrzymaliby po premierze ale wyłącznie kinowej. Wiążą się one bowiem głównie z bonusami kasowymi sieciówek.
W artykule eksperci spekulują, że w ten sposób wytwórnia może stracić większość zysków. Sposób rozliczania się z kinami i wypożyczalniami internetowymi jest bowiem odmienny. Przestrzegają także by Universal nie przeceniał premier steamingowych gdyż w wielu krajach ten system nie jest jeszcze dostatecznie rozwinięty i przyjęty.

## Odbiór

### Box office
W weekend otwarcia film zarobił na projekcji w USA ok. 60 tys. dolarów brutto. Tak niski dochód spowodowały obostrzenia związane z koronawirusem. Działało wówczas jedynie 25 kin. Jednak, jak poinformował FandangoNow, w tym samym czasie animacja stała się najchętniej strumieniowaną produkcją Universalu. Zajmowała również pierwsze miejsce w serwisach Amazon Prime, Comcast, Apple TV, Vudu, YouTube i DirecTV Now. Wytwórnia podała, że była wypożyczana 10 razy częściej niż poprzednia – Jurassic World: Upadłe królestwo, która zarobiła pierwszego dnia 2–3 milionów. W sumie w weekend otwarcia Trolle 2 zgromadziły ponad 40 milionów USD. Szacuje się, że w ciągu 19 dni od premiery były transmitowane strumieniowo przez 3–5 mln osób, co dało około 95 mln dolarów brutto przychodów. Z tego 77 mln trafiło do wytwórni – to stanowi większy przychód niż ten zgromadzony przez pierwszą część filmu z wszystkich projekcji kinowych.
Portal Deadline Hollywood twierdzi, że po wydaniu ok. 95 mln dol. na produkcję filmu i kolejnych 30 mln na reklamę (choć konkurencyjne wytwórnie twierdzą, że Universal wydał więcej, nawet 80-100 mln – tyle kosztuje standardowa kampania), film może przynieść straty nawet jeśli wypożyczy go 9–12 mln osób, co dałoby ok. 200 mln USD przychodu. Zdaniem The Hollywood Reporter wytwórnia może na nim nie zarobić ani grosza. Sam Universal z kolei szacuje swoje zyski na 40 mln netto ze wszystkich źródeł dystrybucji (patrz: akapit Kontrowersje).

### Opinie
W serwisie Rotten Tomatoes film uzyskał wynik 69% przy 137 recenzjach. Średnia ocen wyniosła 6,15/10. Konsensus z recenzji brzmi: Zabawna kontynuacja dla fanów oryginału oferuje "drugą pomoc" w postaci kolorowej, zarażającej energią, animacji i wszystkim znanych piosenek. W serwisie Metacritic, wydającym opinię na podstawie średniej recenzji, film uzyskał 51/100 pkt. z 35 decyzji, co wskazuje na mieszane lub średnie odczucia (przyp.).
Owen Gleiberman z Variety magazine określił animację zalaną muzyką. Stwierdził: W swojej powierzchownej przyjemności jest produkcją sympatyczną choć niedocenianą, przyjmowaną bardziej z entuzjazmem niż zaskoczeniem ale także z przesadnie określonym przeznaczeniem.